# Legio III Augusta
Legio III Augusta – legion założony przez Gajusza Wibiusza Pansę około 43 p.n.e Obdarzony przez cesarza Oktawiana Augusta tytułem "Augusta" około roku 25 p.n.e.